# Saga dels feroesos
La Saga dels feroesos o Saga de Sigmundur Brestisson (Færeyinga Saga en islandès antic, Føroyinga søga en feroès) és un relat que compila diferents fonts islandeses de principis del segles XIII. Va ser escrita a Islàndia entre 1210 i 1220 per un monjo deixeble de Snorri Sturluson.
La Saga dels feroesos pretén descriure la història de les illes Fèroe des de la primera ocupació per part de Grímur Kamban vers l'any 825. També explica la conversió de les illes al cristianisme a partir del 999 per l'acció de Sigmundur Brestisson i l'enllaç amb el regne de Noruega. La saga s'acaba amb la mort de Tróndur í Gøtu el 1035. Es tracta de la font històrica més antiga de les Fèroe i la més important sobre l'època dels vikings en aquesta regió. Hom la classifica tradicionalment amb la Saga dels orcadians (Orkneyinga saga) i la Saga dels vikings de Jómsborg (Jómsvíkinga saga), dins d'un subgrup intermedi entre les Sagues de les tribus i les Sagues dels Reis.
Tot i que les històries que explica la saga cauen molts cops en la pura poesia, i que es troba lluny de tractar-se d'una font objectiva (pren partit per Sigmundur Brestisson i el cristianisme contra la resistència pagana i independentista de Tróndur í Gøtuels), els personatges que hi surten són reals.

## Història del document
El manuscrit original està perdut. Va ser l'investigador danès del segle xix Carl Christian Rafn qui va compilar la saga a partir d'altres manuscrits que en reproduïen fragments: el Flateyjarbók, que la conté gairebé sencera, la Saga d'Olaf Tryggvason (Ólafs saga Tryggvasonar, als capítols que van del 43 al 48) i un tercer manuscrit registrat amb el codi AM 62 fol. La reconstrucció de Rafn va aparèixer el 1832 a Copenhaguen amb el títol Færeyínga saga eller Færøboernes Historie i den islandske Grundtext med færøisk og dansk Oversættelse (Færeyínga saga o la història dels feroesos en el text original en islandès antic amb una traducció en feroès i en danès). El pastor i filòsof feroès Venceslaus Ulricus Hammershaimb en va fer, amb la nova ortografia, una altra traducció feroesa el 1884. Una edició més recent de Bjarnur Niclasen (1981), s'utilitza a les escoles de les illes Fèroe on se l'estudien i coneixen.

## La cronologia de Carl Christian Rafn
La Saga descriu la vida i els viatges de Sigmundur Brestisson, des de la seva infantesa a Stóra Dímun, on assisteix a la mort del seu pare, fins a Noruega. Allí arribarà a Dovrefjell, on es fa amic del jarl Hákon. Més tard va fer de viking al Bàltic. Brestisson arriba a les Fèroe per demanda d'Olaf Tryggvason i converteix l'arxipèlag al cristianisme mitjançant una mescla de bones paraules i l'ús de la força.
[Entre claudàtor, la datació proposada per George Vaughan Chichester Young, O.B.E., historiador de l'illa de Man]
- vers 825: Grímur Kamban s'instal·la a les illes Fèroe.
- 964 [959]: Naixement de Tóri Beinisson.
- 966 [961]: Naixement de Sigmundur Brestisson; Torkil Barfrost és expulsat del territori; Naixement de Turið Torkilsdóttir.
- 975 [970]: Assassinat de Brestir i Beinir; Ravnur Hólmgarðsfari arriba a les Fèroe i s'emporta a Sigmundur i Tóri a Noruega.
- 976 [971]: Ravnur allibera Sigmundur i Tóri i se'n va cap a les terres de l'est (Rússia).
- 978 [973]: Sigmundur i Tóri deixen Vík per anar a Dovrefjell.
- 984 [979]: Sigmundur i Tóri es troben amb el jarl Hákon; Naixement de Tóra Sigmundsdóttir, filla de Singmundur.
- 985 [980]: Combat de Sigmundur contra Randver.
- 986 [981]: Sigmundur governa a Suècia i a Rússia i combat Vandil; s'alça l'expulsió de Torkil Barfrost.
- 987 [982]: Combat de Sigmundur contra Harald Jernhøs prop d'Anglesey; Torkil esdevé sysselmann (governador) a l'Orkedal.
- 988 [983]: Sigmundur i Tóri retornen a les Fèroe i prenen possessió de l'herèmcia paterna.
- 989 [984]: Sigmundur i Tóri retornen a Noruega amb jarl Hákon, que serà l'intermediari entre ell i Tróndur í Gøtu; Sigmundur rep les illes Fèroe en «préstec» per part de Noruega.
- 990 [985]: Sigmundur i Tóri retornen a les Fèroe; accepten que Tróndur pagui en tres anys la multa que li han imposat.
- 991 [986]: Sigmundur es casa amb Turið Torkilsdóttir; a la tardor, se'n va amb la seva família a les Fèroe.
- 992 [987]: Sigmundur fa durant l'estiu un curt viatge a Noruega.
- 993 [988]: Sigmundur fa a la tardor un viatge a Noruega.
- 994 [988?]: Sigmundur combat els vikings de Jómsborg al costat del jarl Hákon.
- 997: El rei Olaf Tryggvason envia una ambaixada a Sigmundur a les illes Fèroe: li demana d'anar a Noruega i que el convertirà en l'home més poderós de les illes, si se n'alia.
- 998: Sigmundur torna a les Fèroe i promulga el cristianisme en nom del rei.
- 999: Sigmundur imposa el baptisme a Tróndur í Gøtu; els feroesos esdevenen oficialment cristians.
- 1000: Sigmundur es troba per darrer cop amb el rei Olaf Tryggvason: li porta el tribut de les illes Fèroe.
- 1001: Sigmundur visita els jarls Erik i Svend: li confirmen el «préstec» de les Fèroe.
- 1002 [1005]: Tróndur ataca Sigmundur: aquest fuig però és assassinat a Sandvík per Torgrímur Illi.
- 1024: A la demanda del rei Olaf el Sant, el løgmaður (cap del Løgting de les Fèroe) Gilli va a Noruega amb Leivur Øssursson i Tórálvur Sigmundsson.
- 1026: Tórálvur Sigmundsson és assassinat a Noruega.
- 1027: Karl de Møre va a les Fèroe per aclarir-ne l'assassinat.
- 1028: Karl de Møre és abatut al Thing de Tórshavn.
- 1029: Els tres assassins, Sigurd Torlaksen, Tord el Petit i Gaut el Roig, tornen a les Fèroe; Gilli i Leivur es posen sota protecció de Tróndur í Gøtu, que ha anul·lat el desterrament dels tres membres de la seva família i ha partit en tres les illes Fèroe.
- 1035: Leivur Øssursson es venja dels tres. Tróndur mor de tristesa i Leivur esdevé el primer sobirà cristià de les Fèroe, que les obté en «préstec» de la mà de Magnus el Bo.

## Primer capítol
| Text en islandès antic | Traducció danesa de 1832 | Text feroès de 1981 | Traducció en català |
| --- | --- | --- | --- |
| Maður er nefndur Grímur Kamban; hann byggði fyrstur manna Færeyjar. En á dögum Haralds hins hárfagra flýðu fyrir hans ofríki fjöldi manna; settust sumir í Færeyjum og byggðu þar, en sumir leituðu til annarra eyðilanda. Auður hin djúpauðga fór til Íslands og kom við Færeyjar og gifti þar Ólöfu dóttur Þorsteins rauðs, og er þaðan kominn hinn mesti kynþáttur Færeyinga, er þeir kalla Götuskeggja, er byggðu í Austurey. | Grim Kamban hed en Mand; han bebyggede først Færøerne i Harald Haarfagers Dage. Der vare den Gang mange, som flyede for Kongens Herskesyge, af hvilke nogle nedsatte sig paa Færøerne, og toge sig der Bopæl, men nogle søgte til andre øde Lande. Aude hin Grundrige begav sig til Island, og kom da paa Veien til Færøerne, hvor hun bortgiftede Thorstein Røds Datter Olaf, og fra hende nedstammer Færøboernes fornemste Slægt, som man kalder Gøteskægger, hvilke boede i Østerø. | Maður er nevndur Grímur Kamban; hann var fyrsti maður, ið setti búgv í Føroyum. Á døgum Haralds Hárfagra flýddi stór mannfjøld undan harðræði hansara; summir settust í Føroyum og bygdu har, men summir leitaðu í onnur óbygd lond. Eyð hin Djúphugaða fór til Íslands og bar við í Føroyum; har gifti hon burtur Óluvu, dóttur Torsteins Reyða. Haðan er komin hin mætasta ættin í Føroyum, sum tey kalla Gøtuskeggjar, ið settust í Eysturoy. | Hi havia un home anomenat Grímur Kamban: és el primer que es va instal·lar a les illes Fèroe. A l'època del rei Harald Cabellera Bella bastants homes se'n van anar per escapar de la seva embriaguesa de poder. Alguns es van instal·lar a les Fèroe per a quedar-s'hi, d'altres van marxar a la recerca de terres deshabitades. Eyð va anar a islàndia i després es va dirigir a les Fèroe; ella va donar en matrimoni la filla de Torstein el Roig a Óluf. És d'aquí que descendeix el més alt llinatge feroès, que hom anomena Barbes de Gøta, i que habitaven Eysturoy. |

### Versions publicades
- (islandès), (danès), (feroès) Færeyínga Saga: eller Færøboernes Historie i den islandske Grundtexst med færøisk og dansk Oversættelse, editat per Carl Christian Rafn. 1a edició 1832, Copenhaguen; reeditat el 1972 per Emil Thomsen, Tórshavn.
- (feroès) Føroyingasøga traduïda de l'islandès per V. U. Hammershaimb, Tórshavn, 1884 (editada amb l'ortografia actual, reimpresa el 1919 i 1951)
- (noruec) Sagaen om Trond i Gata og Sigmund Brestessøn eller Færøingernes saga -"La saga de Tróndur i Gøta i Sigmundur Brestisson o la Saga dels feroesos traduïda per Alexander Bugge, Kristiania, 1901.
- (feroès) Føringasøga editada per C. Holm Isaksen, Tórshavn, 1904.
- (noruec) Sigmund Brestessøns saga, traducció de Rolf Grieg, Aschehoug, 1924; reeditada a I: Islandske ættesagaer, editades per Hallvard Lie, tom 3, Aschehoug, 1953 després a I: Islandske ættesagaer, sèrie Maîtres de la littérature mondiale, Gyldendal, 1973 - ISBN 82-05-05636-6
- (danès) Færeyingasaga. Den islandske saga om færingerne versió proposada per Finnur Jónsson, reedició de Det kongelige nordiske oldskriftselskab, Copenhague, 1927.
- (feroès) Føroyingasøga edició evisada per Heðin Brú et Rikard Long, Tórshavn, Skúlabókagrunnurin, 1962.
- (anglès) The Faroe Islanders' saga, traduïda i anotada per George Johnston, muntatge de Michael Macklem, il·lustracions de William Heinesen, Oberon Press, Ottawa, 1975.
- (islandès) Færeyinga saga annotada par Ólafur Halldórsson i muntatge de Jón Böðvarsson, Iðunn, Reykjavík 1978.
- (danès) Færinge saga il·lustrada per Sven Havsteen-Mikkelsen, traduïda per Ole Jacobsen amb una postface de Jørgen Haugan, Copenhaguen, Forum, 1981 – ISBN 87-553-0994-1.
- (islandès) Færeyinga saga Ólafur Halldórsson bjótil prentunar, Reykjavık, 1987.
- (francès) La saga des Féroïens, traduïda de l'islandès per Jean Renaud; prefaci de Régis Boyer, París, Aubier Montaigne, 1983.
- (alemany) Die Färinger Saga traduïda de l'islandès per Klaus Kiesewetter, Aalborg, 1987.
- (suec) Färinga sagan, presentada i traduïda per Bo Almqvist, prefaci d'Olov Isaksson, fotografies de Sören Hallgren, Hedemora, Gidlunds Bokförlag, 1992.
- (feroès) Føroyinga søga, traduïda per Bjarni Niclasen, amb dibuixos de Sven Havsteen-Mikkelsen i un postface de Jørgen Haugan, Tórshavn, Føroya skúlabókagrunnur, 1995 (és la versió utilitzada a les escoles.
- (feroès) Versió enregistrada en 5 cassettes, llogat per Høgni Joensen : Føroyinga søga - Høgni Joensen lesur, Tórshavn, Ljóðbókanevndin, 2003 (5 heures)
- (islandès), (feroès) Ólafur Halldórsson (éd.) : Færeyinga saga / Føroyingasøga, Hið íslenska fornritafélag, amb una curta introducció en feroès, Rvík, 2006.